# Lilla Kornö

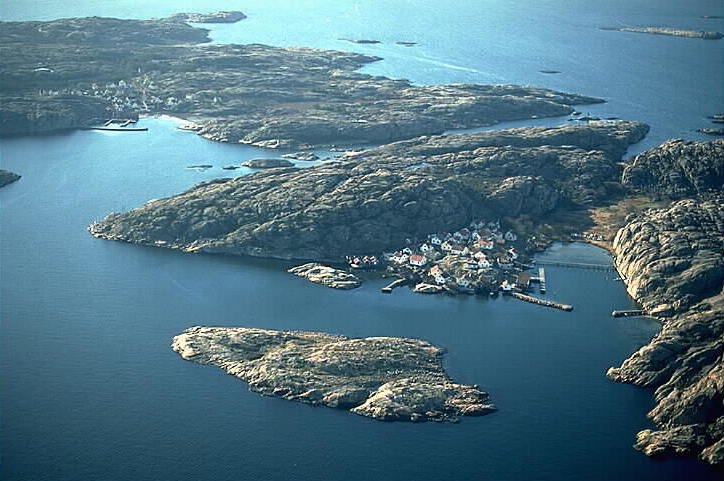
Flygfoto över Lilla Kornö från 1990. Stora Kornö syns längst bort i bild.

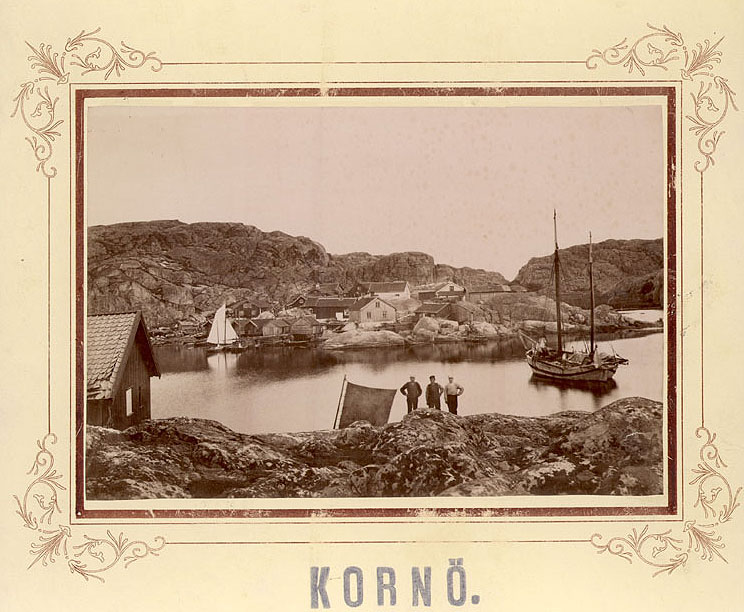
Lilla Kornö från ön Svensholm vid hamninloppet.

Lilla Kornö är en ö i Lysekils kommun, belägen i ytterskärgården, 1,5 sjömil nordväst om Lysekil. 
Lilla Kornös 36 fastigheter beboddes främst av fiskare, men idag är alla fritidshus. Regelbundna båtturer till Lilla Kornö eller syster-ön Stora Kornö saknas. 
Ön med sin vackra natur har en välbesökt hamn, väl skyddad från blåst tack vare husen på ena sidan och berget på den andra. Lilla Kornös bergart är röd granit, till skillnad från Stora Kornö som består av grå, trots att det bara skiljer 12 meter mellan öarna.
Lilla Kornö ligger vid infartsrännan till Preemraff Lysekil.
Sedan 2018 har ön VA, vilket innebär att öbornas torrdass, förbränningstoaletter, m.m, har ersatts med vattentoaletter.

## Historia
Makarna Jonas Bäck och Anna Olsdotter bosatte sig på ön år 1749, tillsammans med sina fyra barn. I och med detta blev familjen öns första bofasta invånare. 

## Kända personer med anknytning till Lilla Kornö
- Sven-Bertil Taube, gift med Mikaela Rydén som hade hus på ön tillsammans med sin familj.